# Ghiacciaio Sheldon
Il ghiacciaio Sheldon è un ghiacciaio situato sull'isola Adelaide, davanti alla costa di Loubet, nella parte occidentale della Terra di Graham, in Antartide. Il ghiacciaio si trova in particolare poco a sud-est del monte Mangin, nella parte sud-orientale dell'isola, dove fluisce verso sud-est fino a entrare nella baia di Ryder.

## Storia
Il ghiacciaio Sheldon è stato mappato grazie a ricognizioni effettuate tra il 1948 e il 1949, e poi ancora tra il 1955 e il 1957, dalla Hunting Aerosurveys Ltd per conto del British Antarctic Survey (BAS), che all'epoca si chiamava ancora Falkland Islands and Dependencies Survey. Il ghiacciaio è stato poi così battezzato nel 1977 dal Comitato britannico per i toponimi antartici in onore di Ernest B. Sheldon, un osservatore meteorologico di stanza alla Stazione Adelaide nel periodo 1968-69 e sull'isola Stonington nel 1969-70, e in seguito comandante di nuovo alla Stazione Adelaide nel 1975-76 e alla Stazione Rothera nel 1976-77.